# Куфо (департамент)
Куфо̀ (на френски: Couffo) е един от най-малките департаменти в Бенин. Разположен е в южната му част и граничи с Того. Съставен е от 6 общини. Столицата му е град Догбо. Населението му е 745 328 души (по преброяване през май 2013 г.).